# 绿叶胡颓子
绿叶胡颓子（学名：Elaeagnus viridis），为胡颓子科胡颓子属下的一个植物种。
其种加词“viridis”意为“绿色的”。

## 变种
- Elaeagnus viridis var. delavayi Lecomte